# Agrotis deserticola
Agrotis deserticola är en fjärilsart som beskrevs av Eduard Friedrich Eversmann 1842. Agrotis deserticola ingår i släktet Agrotis och familjen nattflyn. Inga underarter finns listade i Catalogue of Life.